# Presidenti del Malawi
I presidenti del Malawi si sono succeduti dal 1966, quando fu proclamata la Repubblica.
Il Paese aveva raggiunto l'indipendenza dal Regno Unito nel 1964, divenendo un reame del Commonwealth (regnante Elisabetta II).

## Lista
| Presidente | Presidente | Presidente         | Partito                                                                             | Elezione               | Mandato        | Mandato        |
| Presidente | Presidente | Presidente         | Partito                                                                             | Elezione               | Inizio         | Fine           |
| ---------- | ---------- | ------------------ | ----------------------------------------------------------------------------------- | ---------------------- | -------------- | -------------- |
|            |            | Hastings Banda     | Partito del Congresso del Malawi                                                    | –                      | 6 luglio 1966  | 21 maggio 1994 |
|            |            | Bakili Muluzi      | Fronte Democratico Unito                                                            | 1994, 1999             | 21 maggio 1994 | 24 maggio 2004 |
|            |            | Bingu wa Mutharika | Fronte Democratico Unito (fino al 2005) Partito Progressista Democratico (dal 2005) | 2004, 2009             | 24 maggio 2004 | 5 aprile 2012  |
|            |            | Bingu wa Mutharika | Fronte Democratico Unito (fino al 2005) Partito Progressista Democratico (dal 2005) | 2004, 2009             | 24 maggio 2004 | 5 aprile 2012  |
|            |            | Joyce Banda        | Partito del Popolo                                                                  | Vicepresidente         | 7 aprile 2012  | 31 maggio 2014 |
|            |            | Peter Mutharika    | Partito Progressista Democratico                                                    | 2014, 2019 (annullate) | 31 maggio 2014 | 28 giugno 2020 |
|            |            | Lazarus Chakwera   | Partito del Congresso del Malawi                                                    | 2020                   | 28 giugno 2020 | in carica      |